# Штайниц (Саксония-Анхальт)
Штайниц (нем. Steinitz) — деревня в общине Йерихов земли Саксония-Анхальт Германии.
Входит в состав района Йерихов. Население составляет 455 человек (на 31 декабря 2006 года). Занимает площадь 8,20 км².
Протестантская деревенская церковь Штайниц была построена в 1714/1715 году и внесена в реестр памятников земли Саксония-Анхальт.